# Завацкая, Катарина Витальевна
Катарина Витальевна Завацкая (укр. Катарі́на Віта́ліївна Зава́цька; род. 5 февраля 2000, Луцк) — украинская профессиональная теннисистка. Победительница 11 турниров ITF (9 — в одиночном разряде).
С 2020 года Завацкая представляет Украину на Кубке Билли Джин Кинг, где её рекорд W/L: 6—5.

## Общая биография
Родилась 5 февраля 2000 года в Луцке, в Волынской области, на Украине.

## Спортивная карьера
В 2015—2024 годах стала победительницей девяти турниров ITF в одиночном разряде.
И в 2022 году стала победительницей ещё двух турниров ITF в парном разряде.

## Итоговое место в рейтинге WTA по годам
| Год  | Одиночный рейтинг | Парный рейтинг |
| 2024 | 229               | 418            |
| 2023 | 154               | 604            |
| 2022 | 339               | 415            |
| 2021 | 188               | 586            |
| 2020 | 118               | 461            |
| 2019 | 110               | 1108           |
| 2018 | 193               | 889            |
| 2017 | 231               | 1226           |
| 2016 | 583               | 912            |
| 2015 | 636               | 1178           |